# Perelli (Francia)
Perelli (in corso I Perelli) è un comune francese di 108 abitanti situato nel dipartimento dell'Alta Corsica nella regione della Corsica.

## Società

### Evoluzione demografica
Abitanti censiti